# Ryss (kolmått)
Ryss eller  kolryss är ett  äldre volymmått för träkol. Det är också benämningen på den korg eller skrinda som användes att frakta träkol till hyttor, bruk och gruvor. Den rymde vanligen  20 tunnor, men i Roslagen användes en stor-ryss som rymde 40 tunnor. 